# Perkebunan Normark
Perkebunan Normark is een bestuurslaag in het regentschap Labuhan Batu Selatan van de provincie Noord-Sumatra, Indonesië. Perkebunan Normark telt 1113 inwoners (volkstelling 2010).